# دوروثي نولز
دوروثي نولز هي رسامة كندية، ولدت في 7 أبريل 1927 في يونيتي ‏ في كندا.